# Near Field Infrared Experiment
Near Field Infrared Experiment, généralement désigné par son acronyme NFIRE, était une mission spatiale expérimentale de la Missile Defense Agency américaine destinée à tester un équipement de détection de missile balistique qui a fonctionné de 2007 à 2015.

## Objectifs
La mission NFIRE est un projet spatial de la Missile Defense Agency américaine dont l'objectif était de mettre au point un détecteur infrarouge permettant de différencier un missile balistique du panache produit par sa propulsion, exercice présentant de grandes difficultés. Les données recueillies devaient permettre de définir la solution technique utilisée par les missiles anti-missiles et les détecteurs utilisés pour détecter et détruire le missile durant sa phase propulsée et améliorer le guidage des intercepteurs basés au sol.
Le satellite devait initialement emporter et tester un sous-satellite tueur de missile NFIRE-KV mais ce projet fut abandonné et remplacé par un système de communications optique expérimental. 

## Historique
Le contrat pour la fabrication du satellite porteur de l'expérience fut passé avec la société Spectrum Astro installée à Gilbert (Arizona). D'un montant de 65 millions US$, il prévoyait initialement la réalisation de trois exemplaires mais seul le premier exemplaire fut construit.
Le satellite fut placé sur une orbite terrestre basse (464 km x 255 km, inclinaison orbitale de 48,2°) le 24 avril 2007 par un lanceur Minotaur I décollant de Mid-Atlantic Regional Spaceport. Pour tester le fonctionnement du système de détection embarqué, deux missiles balistiques Minotaur II furent tirés de manière à passer respectivement à 3,7 et 20 kilomètres du satellite. Des tests du système de communications optique expérimental ont été réalisés notamment avec le satellite allemand TerraSAR-X. La mission primaire devait durer 2 ans. Le satellite a continué à fonctionner jusqu'en septembre 2015 et fut détruit durant sa rentrée atmosphérique le 4 novembre 2015.

## Caractéristiques techniques
NFIRE est un micro-satellite stabilisé 3 axes d'une masse de 464 kilogrammes emportant deux expériences : 
- L'expérience principale est le détecteur infrarouge de missile TSP (Track Sensor Payload) développé par la société Science Applications International Corporation de San Diego.
- Le satellite emporte également le système de communications optique expérimental LCT (Laser Communications Terminal) développé par la société allemande Tesat-Spacecom (en) et fourni par l'Allemagne dans le cadre d'un accord de coopération entre les deux pays.